# ロナーテ・ポッツォーロ
ロナーテ・ポッツォーロ（伊: Lonate Pozzolo）は、イタリア共和国ロンバルディア州ヴァレーゼ県にある、人口約11,000人の基礎自治体（コムーネ）。

## 地理

### 位置・広がり
ヴァレーゼ県南端に位置するコムーネ。市域西部にはティチーノ川が流れる。市域の北西部はミラノ・マルペンサ国際空港の敷地となっている。

#### 隣接コムーネ
隣接するコムーネは以下の通り。MIはミラノ県、NOはノヴァーラ県所属。
- ベッリンツァーゴ・ノヴァレーゼ (NO)
- カスターノ・プリーモ (MI)
- フェルノ
- ノザーテ (MI)
- オレッジョ (NO)
- サマラーテ
- ヴァンザゲッロ (MI)
- ヴィッツォーラ・ティチーノ

### 地震分類
イタリアの地震リスク階級 (it) では、4 に分類される
。